# Giải vô địch bóng đá Nam Mỹ 1920
Giải vô địch bóng đá Nam Mỹ 1920 là giải vô địch bóng đá Nam Mỹ lần thứ 4, diễn ra ở Valparaíso, Chile từ 11 tháng 9 đến 3 tháng 10 năm 1917. Giải đấu có 4 đội tuyển tham gia, đấu vòng tròn tính điểm để chọn ra nhà vô địch. Uruguay giành chức vô địch lần thứ 3, sau khi vượt qua Argentina ở lượt trận đấu cuối.

## Kết quả
| Đội       | Pld | W | D | L | GF | GA | GD | Pts |
| --------- | --- | - | - | - | -- | -- | -- | --- |
| Uruguay   | 3   | 2 | 1 | 0 | 9  | 2  | +7 | 5   |
| Argentina | 3   | 1 | 2 | 0 | 4  | 2  | +2 | 4   |
| Brasil    | 3   | 1 | 0 | 2 | 1  | 8  | −7 | 2   |
| Chile     | 3   | 0 | 1 | 2 | 2  | 4  | −2 | 1   |

## Trận đấu
| Brasil       | 1–0 | Chile |
| ------------ | --- | ----- |
| Alvariza 53' |     |       |

| Argentina      | 1–1 | Uruguay        |
| -------------- | --- | -------------- |
| Echeverría 75' |     | Piendibene 10' |

| Uruguay                                                                | 6–0 | Brasil |
| ---------------------------------------------------------------------- | --- | ------ |
| Romano 23', 60' · Urdinarán 26' (ph.đ.) · Pérez 29', 65' · Campolo 48' |     |        |

| Chile       | 1–1 | Argentina      |
| ----------- | --- | -------------- |
| Bolados 30' |     | Dellavalle 13' |

| Argentina                      | 2–0 | Brasil |
| ------------------------------ | --- | ------ |
| Echeverría 40' · Libonatti 73' |     |        |

| Uruguay                | 2–1 | Chile         |
| ---------------------- | --- | ------------- |
| Romano 37' · Pérez 65' |     | Domínguez 60' |

## Danh sách cầu thủ ghi bàn
3 bàn
| - José Pérez | - Ángel Romano |  |

2 bàn
- Raúl Echeverría

1 bàn
| - Miguel Dellavalle - Julio Libonatti - Ismael Alvariza | - Hernando Bolados - Aurelio Domínguez - Antonio Campolo | - José Piendibene - Antonio Urdinarán |